# فرد زين
فرد زين (بالإنجليزية: Fred Zinn)‏ هو طيار ومصور أمريكي، ولد في 14 فبراير 1892 في الولايات المتحدة، وتوفي بنفس المكان في 4 أغسطس 1960.